# Эскобария
Эскобария (лат. Escobaria) — ныне не существующий род суккулентных растений семейства Кактусовые (Cactaceae) произрастающий в Канаде, США, Мексике и Кубе. 
По обновленным данным, на 2023 год все виды были перемещены в род Пелецифора (Pelecyphora).

## Название
Родовое латинское название Escobaria было дано в честь Ромуло Эскобара Зермана (исп. Rómulo Escobar Zerman, 1872—1946) и Нумы Помпилио Эскобара Зермана (исп. Numa Pompilio Escobar Zerman, 1874—1949) — братьев из Мексики, натуралистов и видных собирателей кактусов.

## Описание
Эскобария — род низких и очень уплотненных кактусов с преобладающими скученными переплетающимися ареолярными структурами, без открытых бугорков, ребер или борозд. Представители рода имеют колючие стебли дисковидной, шаровидной или короткоцилиндрической формы, которые могут быть одиночными или группирующимися, разветвленными или неразветвленными.
Цветки, возникающие в зарождающихся бугорках, одиночные, прямостоячие, колокольчатые, длиной 2-7 см, могут быть окрашены в красный, розовый или пурпурный цвет. Плоды, в зависимости от вида, могут быть красными, зелеными или розовыми, длиной от 0,5 до 2,5 см. Семена длиной 1-1,7 мм, черновато-коричневые или черные.

## Систематика
В прошлом представители рода Ескобария были включены в более известный род Маммиллярия (Mammillaria) из-за своих сходных внешних признаков. Однако благодаря работе ботаников Бриттона и Роуза, в 1923 году было принято решение отделить род Ескобария от рода Маммилярия и выделить его в отдельный род.

## Таксономия
Escobaria Britton & Rose, первое упоминание в Cact. 4: 53 (1923). 
Типовой вид — Escobaria tuberculosa (Engelm.) Britton & Rose.

### Синонимы
Гетеротипные (основанные на разных номенклатурных типах):
- Escobesseya Hester (1945)
- Fobea Frič ex Boed. (1933)
- Neobesseya Britton & Rose (1923)

### Виды
Подтвержденные виды по данным сайта Plants of the World Online:
| Название                                                                   | Изображение | Описание | Природный ареал | Подвиды |
| -------------------------------------------------------------------------- | ----------- | --- | --- | --- |
| Escobaria abdita Řepka & Vaško                                             |             | Растение имеет одиночный стебель, диаметром 2-3 см. Радиальные колючки короткие и имеют оттенок от слоновой кости до мелового цвета. На растении отсутствуют центральные колючки. Корень ворсообразный и суккулентный, одиночный или малоразветвленный, достигает 10 см в длину. Цветки 35-45 х 30-35 мм, произрастают на верхушке стебля. Цветки небольшие, беловатые с легкими светло-розовыми или коричневатыми полосками на лепестках околоцветника. Плоды 6-8 мм в длину и 5-7 мм в диаметре. По мере созревания высыхают, образуя очень тонкую полупрозрачную пергаментную структуру. | Мексика (Коауила) | |
| Escobaria alversonii (J.M.Coult.) N.P.Taylor                               |             | | США (Калифорния, Аризона) | |
| Escobaria chihuahuensis Britton & Rose                                     |             | Растение имеет скрытый колючками стебель, который может быть сферической или цилиндрической формы и достигать до 20 см в высоту и 7 см в диаметре. Корень клубневидный. У половозрелых растений бугорки короткие и бороздчатые. Радиальные колючки многочисленные, прижатые к стеблю и тускло-белые, а центральные колючки длиннее радиальных и могут быть коричневыми или черными в верхней части. Цветки маленькие, произрастают сбоку растения, а не на вершине, имеют длину 1-2 см и диаметр до 2 см, окраска варьирует от бледно-розового до пурпурного. Наружные сегменты околоцветника широкие и часто закругленные на вершине с реснитчатыми краями, а внутренние дольки заострены. Плоды зеленые, продолговатые, длиной до 10 мм и шириной 7 мм. | Северная часть Мексики | - Escobaria chihuahuensis subsp. chihuahuensis - Escobaria chihuahuensis subsp. henricksonii (Glass & R.A.Foster) N.P.Taylor |
| Escobaria cubensis (Britton & Rose) D.R.Hunt                               |             | | Куба | |
| Escobaria dasyacantha (Engelm.) Britton & Rose — Эскобария густоколючковая |             | Одиночное растение имеет шаровидный стебель, который со временем становится короткоцилиндрическим. Стебель густо покрыт белыми колючками, которые имеют более темный конец. Размеры стебля: 4,5-15 см в высоту и 3-6 см в диаметре. На стебле имеется 7-8 бугорков длиной 3-5 мм, которые не очень жесткие. Колючек на ареоле 26-42, щетинистые и могут быть белого или коричневого цвета с розовыми, красно-коричневыми или черными кончиками. Лучевых колючек на ареоле 21-31, их длина составляет 6-10 мм. Также есть несколько прижатых субцентральных колючек и 4-9 прямых центральных колючек на ареоле, самые длинные из которых имеют размер 12-17 мм. Корень этого растения короткий и стержневой. Цветки располагаются на вершине стебля, их размер составляет 15-30 мм. Внешние лепестки околоцветника розоватые, они имеют заметную бахрому с более темными розовато-коричневыми или коричневато-зелеными полосками. Плоды этого растения ярко-красные и имеют форму булавы, цилиндра или узкоэллипса. Размер плодов составляет 13-35 мм, и они не содержат сока. | США (Техас) и Мексика | - Escobaria dasyacantha subsp. chaffeyi (Britton & Rose) N.P.Taylor - Escobaria dasyacantha subsp. dasyacantha               |
| Escobaria duncanii (Hester) Buxb.                                          |             | Растение одиночное, но может медленно разветвляться по мере старения. Стебель имеет диаметр 1-2 см и высоту 1-2 см, полушаровидный и с возрастом становится короткоцилиндрическим. Стебель густо покрыт белыми колючками с более темным кончиком, из-за этого он имеет коническую форму. Бугорки бороздчатые на верхней стороне. На ареоле раскидисто растут 30-75 тонких и щетинистых колючек длиной до 10-22 мм. Они могут быть от чисто белого до коричневого цвета с розовыми, красно-коричневыми или почти черными кончиками. Цветки имеют ширину 1 см и не широко раскрываются. Они почти апикальные, бледно-белые, коричневые или розовые с наиболее темными жилками, а рыльца зеленые. Плоды продолговатые, около 1-2 см длиной и ярко-красные или розовато-красные. Семена черные, шаровидные и имеют длину около 1,5 мм. | США (Нью-Мексико, Техас) | |
| Escobaria emskoetteriana (Quehl) Borg                                      |             | | США (Техас) и Мексика | |
| Escobaria hesteri (Y.Wright) Buxb.                                         |             | | США (Техас) и Мексика | - Escobaria hesteri subsp. grata (Kaplan, Kunte & Snicer) Lüthy & Dicht - Escobaria hesteri subsp. hesteri                   |
| Escobaria laredoi (Glass & R.A.Foster) N.P.Taylor — Эскобария Ларедои      |             | Растение может быть одиночным или разветвляющимся, и оно формирует большие группы. Стебель прямой, может иметь шаровидную, яйцевидную или булавовидную форму, густо покрытый чисто белыми колючками диаметром 4-4,5 см. Бугорки на стебле также прямые, длиной 10-12 мм. Растение имеет 4-5 центральных колючек, которые стекловидно-белые и жесткие, иногда с темным кончиком, и достигают длины 11-14 мм. Радиальные колючки 33, стекловидно-белые, неравные по длине, от 6 до 12 мм, жесткие, прямые или слегка изогнутые. Цветки небольшие, от ярко-бледно-лиловых до пурпурных, и достигают длины 1,5-1,7 см и диаметра 0,8-1 см. Плоды на растении имеют длину от 1,2 до 1,4 см и могут быть от розовато-лавандовых до бледно-зеленых. | Мексика | |
| Escobaria lloydii Britton & Rose — Эскобария Ллойда                        |             | Растение небольшое и полностью покрыто колючками, обычно растет группами. Стебель высотой 7 см и диаметром 3,5 см ветвится от основания и бледно-зеленый. У старых растений на стебле появляются голые пробковые бугорки. Ареолы круглые с белым войлоком. Вокруг растения расположены 20 чисто-белых, раскидистых, тонких радиальных колючек длиной до 1 см. У растения также имеется 4 толстых центральных колючки длиной от 1,5 до 2,5 см, белые с коричневатым или черноватым кончиком. Цветки длиной 2,5 см, кремово-белые или зеленоватые с темными полосками снаружи. Плоды шаровидные или яйцевидные, красные при созревании и длиной до 12 мм. Семена черные, шаровидные и имеют диаметр 1 мм. Этот вид растения был назван в честь американского ботаника английского происхождения Фрэнсиса Эрнеста Ллойда (англ. Francis Ernest Lloyd, 1868-1947). | Мексика (Коауила, Нуэво-Леон, Сакатекас) | |
| Escobaria minima (Baird) D.R.Hunt — Эскобария маленькая                    |             | Размер этого растения крайне мал, его стебель достигает всего 2,5 см в высоту и 6-17 мм в ширину, с коротким корнем. Колючки, которые выступают из бугорков, толстые и пробковые, окрашены в белый цвет. Имеет 1-4 центральных колючек, которые могут достигать 4-6 мм в длину, и 13-23 лучевых колючек длиной от 3,5-5 мм. Цветки, расположенные на этом растении, множественны, размером 1,5 см в длину и до 2,5 см в диаметре. После цветения, на растении появляются яйцевидные плоды, окрашенные в зеленый цвет, и достигающие длины 1,5-5 см. | США (Техас) | |
| Escobaria missouriensis (Sweet) D.R.Hunt — Эскобария миссурианская         |             | Растение может быть низкорослым, неразветвленным или сильно разветвленным, и порой образует группы размером до 30 см в диаметре. Стебель глубоко укоренен в субстрате, имеет ширину от 2 до 8 см и высоту от 1 до 10 см. Бугорки на стебле мягкие и длиной от 5 до 21 мм, а ареолы имеют короткий белый войлок. В каждой ареоле расположено от 6 до 21 колючек, слегка опушенных и ярко-белых, бледно-серых или бледно-коричневых, которые с возрастом переходят в серый или желтовато-коричневый цвет. Кончики колючек могут быть от темно-коричнево-оранжевого до бледно-коричневого или бледно-серовато-розового цвета. Радиальные колючки плотно прижаты к ареоле и их количество на каждой ареоле может варьироваться от 6 до 20, а их длина — от 4 до 16 мм. Центральные колючки бывают 0-3 на каждой ареоле, прямостоячая или восходящие-раскидистые и длиной от 8 до 20 мм. Корни могут быть диффузными или короткими стержневыми, иногда отходящими от основания ветвей. Цветки находятся в верхней части растения, имеют длину от 18 до 50 мм и ширину от 15 до 50 мм. Они окаймлены и могут быть от бледно-зеленовато-желтого до желто-зеленого цвета, а полоски на цветках могут быть от зеленого или розового до бледно-коричневого. Плоды на этом растении сферические или эллипсовидные, оранжево-красные до алых, не сочные, и имеют длину от 5 до 10 мм. | США (Аризона, Колорадо, Иллинойс, Канзас, Миссури, Монтана, Небраска, Нью-Мексико, Северная Дакота, Оклахома, Южная Дакота, Техас, Юта, Вайоминг) и Мексика | - Escobaria missouriensis subsp. asperispina (Boed.) N.P.Taylor - Escobaria missouriensis subsp. missouriensis               |
| Escobaria robbinsiorum (W.H.Earle) D.R.Hunt                                |             | | США (Аризона) и Северо-Запад Мексики | - Escobaria sneedii subsp. orcuttii (Boed.) Lüthy - Escobaria sneedii subsp. sneedii                                         |
| Escobaria sneedii Britton & Rose — Эскобария Шнеда                         |             | Низкорослое растение, которое формирует группы из 10-100 особей, имеющих диаметр более 30 см. Стебель в начале своего развития может быть шаровидным, цилиндрическим или булавовидным, однако со временем сильно разветвляется, приобретая зеленый цвет и защищенный колючками. Его длина может достигать от 2 до 27 см, а диаметр — от 12 до 70 мм. На поверхности стебля имеются бугорки высотой от 2 до 12 мм. На стебле расположены 1-9 центральных колючек, которые являются прямыми, плотными, игольчатыми и имеют белый цвет, а при старении становятся розоватыми. Некоторые колючки могут иметь темно-розоватые или коричневатые кончики, а также могут быть расходящимися или прилегающими к выпуклым основаниям. Имеются также 25-52 радиальных колючек, которые являются тонкими, прижатыми к поверхности стебля и белоснежными. Корень представляет собой стержневую форму. Цветки имеют оттенки от розового до бледно-розового, длиной и шириной от 7 до 25 мм, но не раскрываются широко. Плоды бывают малиново-красного, коричневато-розового или зеленого цвета, не сочные, толстые, сферические, обратнояйцевидные, булавовидные или цилиндрические, длиной и диаметром от 6 до 21 мм. Семена от 0,9 до 1,6 мм, а цвет может быть ярко-красновато-коричневым или коричневато-оранжевым.                                                                 | США (Аризона, Нью-Мексико, Техас) и Северо-Восток Мексики                                                                                                   | - Escobaria sneedii subsp. orcuttii (Boed.) Lüthy - Escobaria sneedii subsp. sneedii                                         |
| Escobaria tuberculosa (Engelm.) Britton & Rosetypus                        |             | Небольшое разветвленное растение, которое часто можно встретить как одиночное. Стебель может иметь форму яйцевидную или цилиндрическую и достигать высоты от 12 до 18 см, а диаметр составляет примерно 7 см. Бугорки расположены равномерно по спирали. На ареолу можно обнаружить от 15 до 41 радиальных колючек, которые являются прямыми и имеют длину от 4 до 15 мм и цвет от серого до белого. Кроме того, на растении можно обнаружить несколько центральных колючек с красновато-коричневыми или красновато-черными кончиками. Цветки верхушечные, чисто-белые, бледно-розовые или бледно-лилово-розовые, более темные в центре, имеют диаметр от 2,5 до 4 см. Плоды продолговатые, ярко-красные, но не сочные. | США (Нью-Мексико, Техас) и Север Мексики | |
| Escobaria vivipara (Nutt.) Buxb.                                           |             | | США, Мексика и Канада | |
| Escobaria zilziana (Boed.) Backeb.                                         |             | Растение представляет собой одиночный стебель, который иногда может разветвляться у основания. Стебель имеет округлую или цилиндрическую форму и часто имеет конусообразную вершину. Его высота составляет 6-10 см, а диаметр - 2,5-3 см. На стебле расположены бугорки длиной до 10 мм. Растение либо не имеет центральных колючек, либо имеет только одну, а также 16-22 прямые радиальные колючки, которые приплюснуты к поверхности стебля и достигают длины до 15 мм. Цветки этого растения бывают белыми, бледно-желтыми, оливково-зелеными или беловатыми с более темной розовой средней полосой на лепестках. Они имеют размеры 3 см в длину и 2,5 см в ширину. Плоды растения имеют узко-булавовидно-цилиндрическую форму, длиной до 2 см, и ярко-розовую или красную окраску. Семена черные. | Мексика | |

## Уход[35]
- Освещение — летом представители рода любят яркое солнечное освещение. Однако в жаркую погоду следует защищать от прямых лучей солнца, чтобы избежать ожогов. Зимой рекомендуется содержать при температуре 7-10°C и сухом воздухе.

- Полив — летом полив должен быть умеренным, с тщательным контролем увлажнения грунта между поливами. Зимой рекомендуется сократить поливы и перейти на сухое содержание.

- Размножение — лучший способ размножения — это семена, которые следует высевать в хорошо дренированный грунт и держать в теплом, сухом месте.

- Пересадка — пересадка необходима только при необходимости, когда растение становится слишком крупным для текущего горшка, или если есть подозрения на заболевание корней. Рекомендуется пересаживать кактусы регулярно по мере их роста.

- Вредители — общей проблемой для рода является червец. Рекомендуется тщательно проверять растения на наличие вредителей и, если это возможно, удалить их механически или использовать специальные инсектициды.

- Болезни — корневая гниль может стать проблемой, особенно при переувлажнении грунта. Рекомендуется тщательно контролировать увлажнение и обеспечивать хорошую вентиляцию, чтобы избежать развития болезни.